# Бильбао
Бильба́о (баск. Bilbo, исп. Bilbao) — город в Стране Басков, на севере Испании, административный центр провинции Бискайя. Муниципалитет находится в составе района (комарки) Гран-Бильбао. Население на 2020 год — 350 184 человека. Самый крупный город автономного сообщества Страна Басков.
Бильбао — важный морской порт и индустриальный центр Испании.

## География
Город расположен в устье реки Нервьон, его пригороды выходят к побережью Бискайского залива.
|            | Баракальдо   | Эрандио   | Аэропорт |  |
| Гальдамес  | север        | Дерио     |          |  |
| Гальдамес  | Бильбао      | Дерио     |          |  |
| Гальдамес  | юг           | Дерио     |          |  |
| Алонсотеги | Арригорриага | Эчеваррия |          |  |

## Население
| 2001     | 2002     | 2004     | 2005     | 2006     | 2007     | 2008     | 2009     | 2010     |
| -------- | -------- | -------- | -------- | -------- | -------- | -------- | -------- | -------- |
| 353 943  | ↗353 950 | ↗354 317 | ↘353 173 | ↗354 145 | ↘353 168 | ↗353 340 | ↗354 860 | ↘353 187 |
| 2011     | 2012     | 2013     | 2014     | 2015     | 2016     | 2017     | 2018     | 2019     |
| ↘352 700 | ↘351 629 | ↘349 356 | ↘346 574 | ↘345 141 | ↘345 122 | ↘345 110 | ↗345 821 | ↗346 843 |
| 2020     | 2021     | 2022     | 2023     | 2024     |          |          |          |          |
| ↗350 184 | ↘346 405 | ↘344 127 | ↗346 096 | ↗348 089 |          |          |          |          |

## История

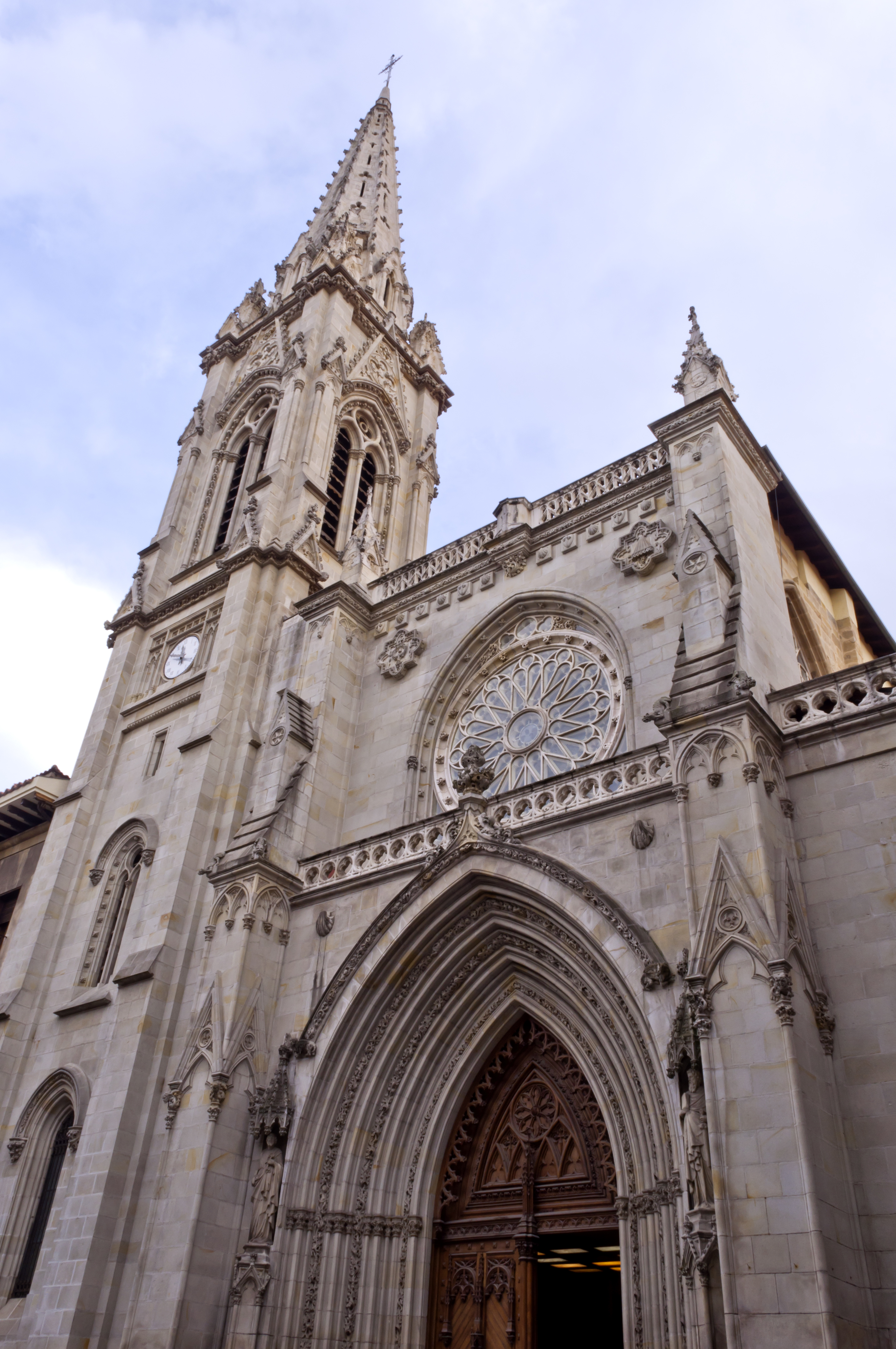
Кафедральный собор Святого Иакова начал строиться ещё до основания города.

В древности на месте Бильбао находилось рыбацкое поселение. 15 июня 1300 года город основал дон Диего Лопес V де Аро, правитель Бискайи.
Вследствие своего благоприятного для торговли положения и городских привилегий (исп. Fueros), которыми Бильбао пользовался как бискайский город, он стал быстро расти. Внутренние войны Испании мало коснулись его, однако он много страдал от войн с Францией.
В 1835 году Бильбао был осаждён карлистами, но дал им такой решительный отпор, что они должны были отступить. Во всё время карлистских гражданских войн Бильбао и Португалете были опорными пунктами, через которые англичане передавали испанцам помощь.
Во время второй карлистской войны (1873—1876) Бильбао, имея гарнизон в 4700 человек, должен был выдержать нападение 20 000 карлистов, которые заняли гавань Португалету и лишили этим осаждённых помощи со стороны моря. Дон Карлос делал всё возможное, чтобы взять город, который должен был стать его резиденцией и где он хотел короноваться. Два раза правительственные войска делали тщетные попытки взять штурмом господствующие позиции карлистов у Соморостро. Наконец после многодневного боя генералу Конхе удалось обойти неприятельскую позицию и принудить карлистов к отступлению. Но и позже, вплоть до окончания войны 1876 года, карлисты предприняли ещё несколько неудачных попыток овладеть городом.
Возрастающее значение Бильбао навело нескольких состоятельных англичан на мысль построить на восточном берегу Бильбаоской губы гавань, поскольку город был недоступен для очень больших судов, так как при половодье глубина не превышала 4,5 метров. Такая гавань имела бы громадное значение для Бильбао, но карлистское восстание 1874 года, помешало осуществлению этого грандиозного проекта.
В 1890 году открылась Муниципальная библиотека Бидебарриэта, десятью годами позже — Региональная библиотека Бискайи.

### Современность
19 мая 2010 года город был награждён почетной премией Lee Kuan Yew World City Prize, присуждаемой одной из самых популярных сингапурских газет The Straits Times. Помимо символической золотой медали, власти города получили денежный приз в размере 300 000 долларов.
С 2009 года в Бильбао проводится Ночной марафон — единственный во всей Испании. Он (и сопутствующие забеги) стартует от стадиона Сан-Мамес (с 2013 года) и финиширует у музея Гуггенхейма.
9 сентября 2011 года финишировал 19-й этап многодневной велогонки Вуэльта.

## Язык
В Бильбао (как и во всей Стране Басков) говорят на двух официальных языках — испанском и баскском.

## Транспорт

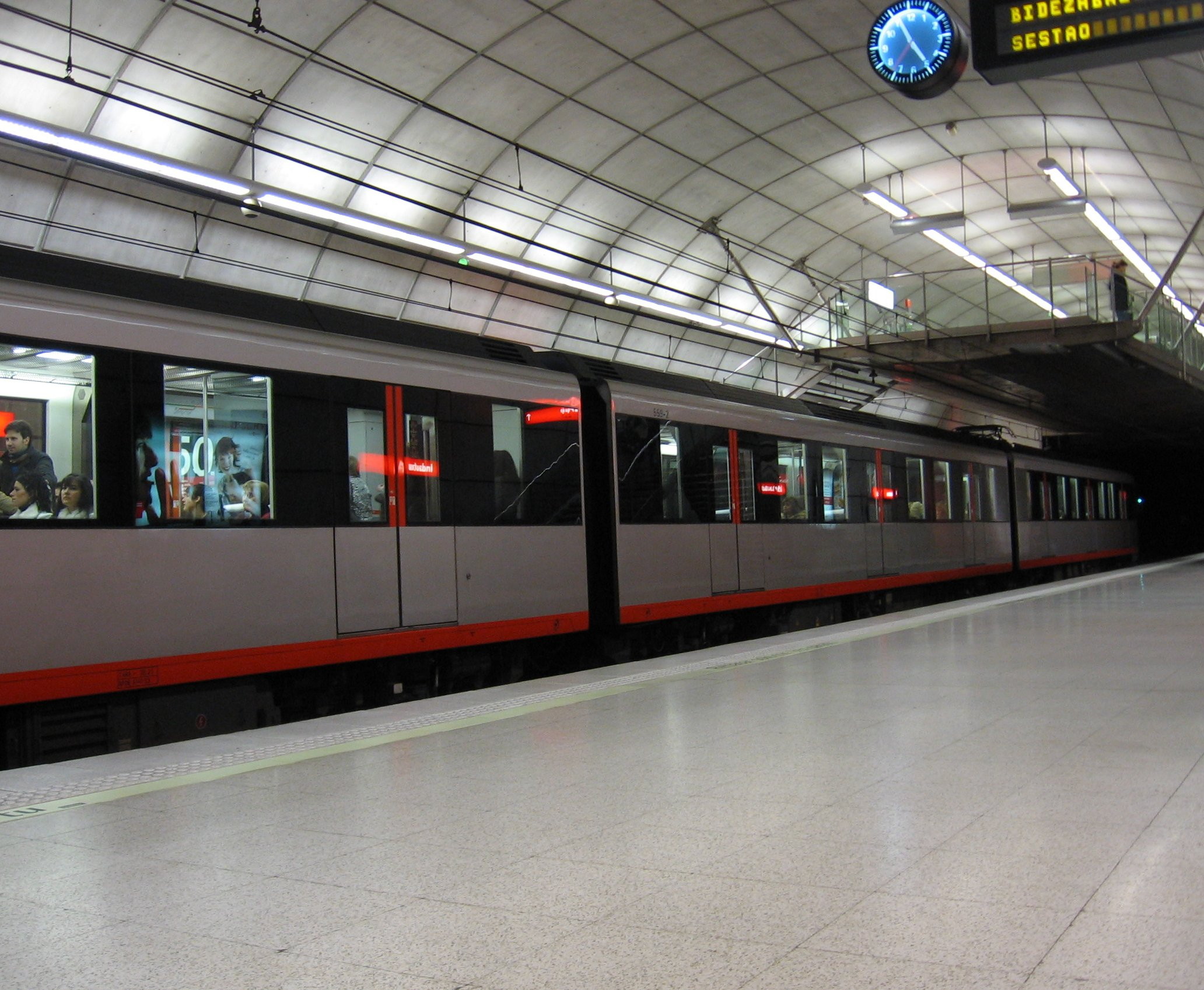
Метро в Бильбао.

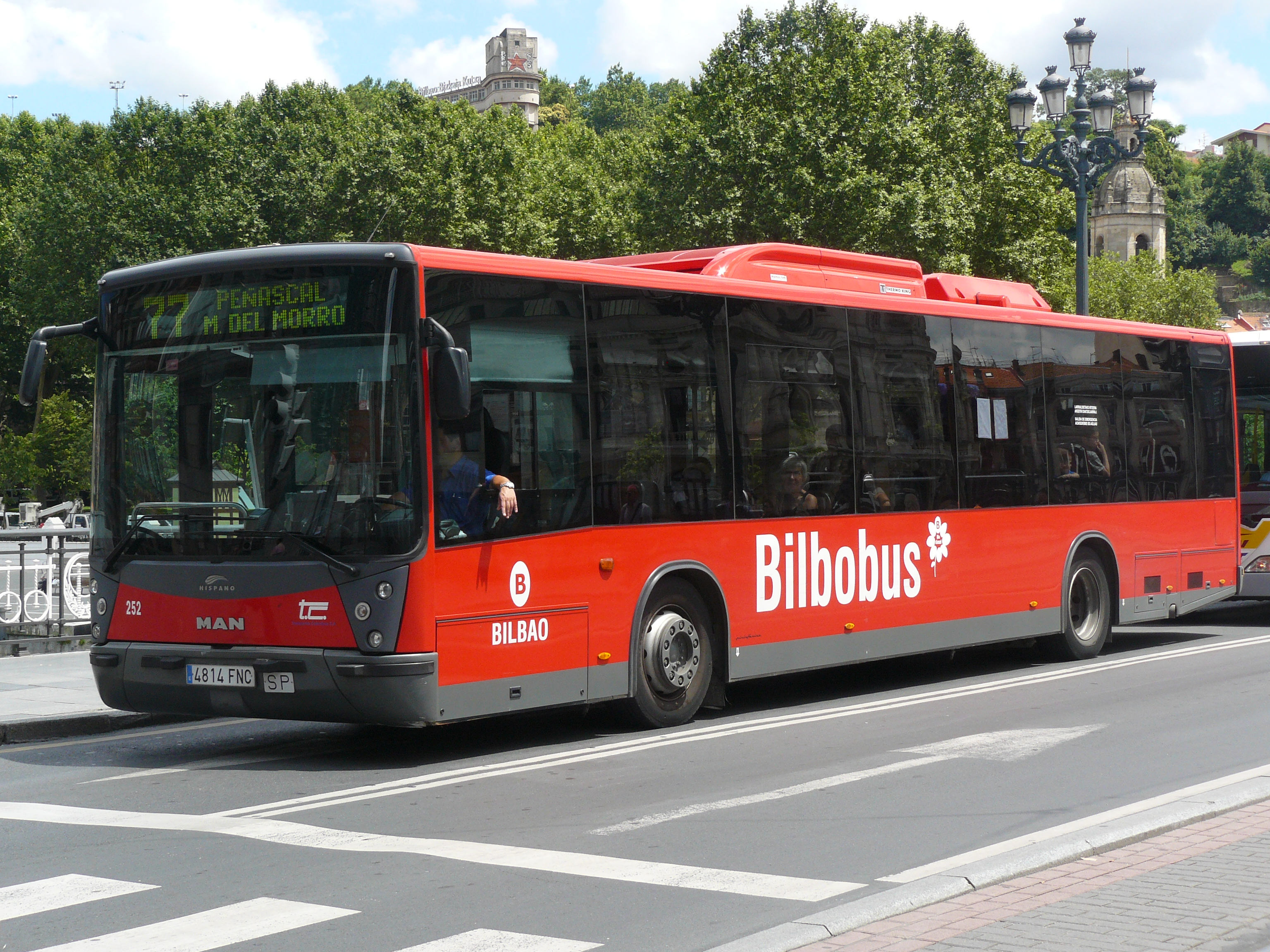
Городской автобус Bilbobus.

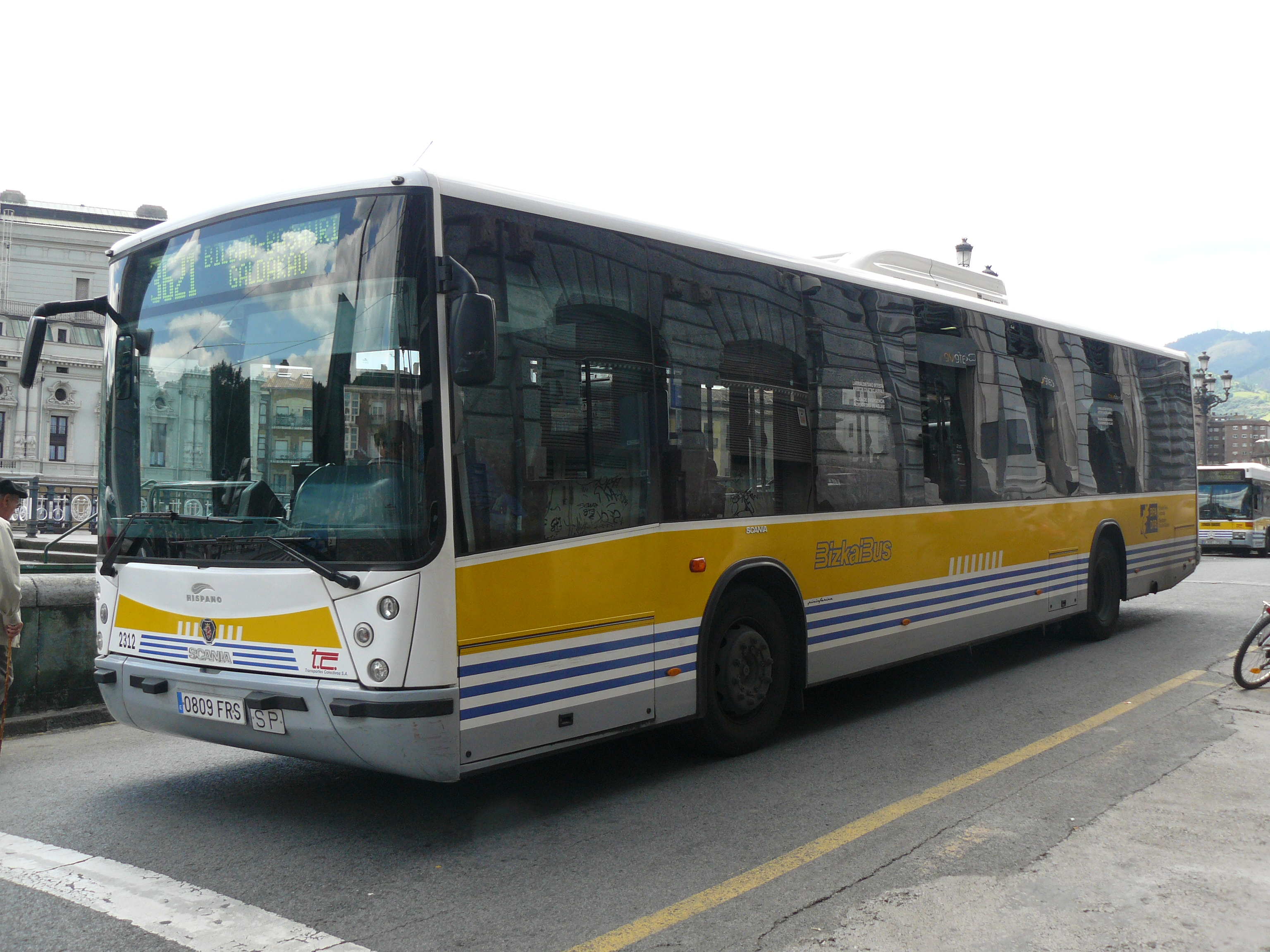
Региональный автобус Bizkaibus.

С 1995 года в Бильбао действует метрополитен. По состоянию на 2017 год имеются три линии метро. В дополнение к метро с 2002 года в городе работает современный трамвай, который эксплуатируется организацией EuskoTran.
Бильбао связан с окрестностями сетью пригородных железных дорог.
- Три ширококолейных линии принадлежат испанским государственным железным дорогам (RENFE)
- Одна узкоколейная линия принадлежит испанским узкоколейным железным дорогам (FEVE)
- Три узкоколейные линии принадлежат баскским железным дорогам (EuskoTren)

Городские автобусы принадлежат муниципалитету и называются Bilbobus (они выкрашены в красный цвет), региональные автобусы известны как BizkaiBus (они выкрашены в зелёный цвет).
Бильбао стал первым городом в Испании, в котором с января 2011 года было решено в качестве городского общественного транспорта использовать также двухэтажные автобусы. Это было вызвано соображениями о защите окружающей среды: двухэтажные автобусы имеют бо́льшую вместимость, что позволяет снять с линии нескольких обычных машин, сокращая энергозатраты и выбросы в атмосферу вредных выхлопных газов.
Стоимость одного двухэтажного автобуса составляет 660 тыс. евро; они заказаны и полностью оплачены из городской казны. Для их введения в Бильбао потребовалось изменить национальное испанское законодательство, которое допускало максимальную высоту общественного транспорта в 4 метра, в то время как по нормам ЕС она может составлять 4,2 метра.
Для оплаты проезда в городском транспорте (метро, автобусах, пригородных поездах) часто используется единый проездной билет Creditrans.
В 15 километрах от города расположен морской порт Бильбао. Пароходство P&O обслуживает регулярную паромную линию Бильбао — Портсмут. Работающее на этой линии судно называется Pride of Bilbao.
В Бильбао есть аэропорт (см. Аэропорт Бильбао).
Бильбао — один из наиболее динамично развивающихся городов Испании.

## Достопримечательности
- Музей Гуггенхейма
- Стадион «Сан-Мамес»
- Площадь Пласа-Нуэво
- Мост Кампо-Волантин

## Климат
| Показатель                                | Янв. | Фев. | Март | Апр. | Май  | Июнь | Июль | Авг. | Сен. | Окт. | Нояб. | Дек. | Год  |
| ----------------------------------------- | ---- | ---- | ---- | ---- | ---- | ---- | ---- | ---- | ---- | ---- | ----- | ---- | ---- |
| Абсолютный максимум, °C                   | 23,4 | 26,8 | 29,8 | 33,1 | 36,0 | 41,2 | 42,0 | 41,9 | 41,7 | 33,4 | 27,6  | 24,6 | 42,0 |
| Средний суточный максимум, °C             | 13,2 | 14,5 | 15,9 | 16,8 | 20,1 | 22,6 | 25,2 | 25,5 | 24,4 | 20,8 | 16,4  | 14,0 | 19,1 |
| Средняя температура, °C                   | 9,0  | 9,8  | 10,8 | 11,9 | 15,1 | 17,6 | 20,0 | 20,3 | 18,8 | 15,8 | 12,0  | 10,0 | 14,3 |
| Средний суточный минимум, °C              | 4,7  | 5,1  | 5,7  | 7,1  | 10,1 | 12,6 | 14,8 | 15,2 | 13,2 | 10,8 | 7,6   | 6,0  | 9,4  |
| Абсолютный минимум, °C                    | −7,6 | −8,6 | −5   | −1,2 | 0,4  | 3,6  | 6,6  | 6,8  | 3,8  | 0,6  | −6,2  | −7,4 | −8,6 |
| Норма осадков, мм                         | 126  | 97   | 94   | 124  | 90   | 64   | 62   | 82   | 74   | 121  | 141   | 116  | 1195 |
| Источник: Agencia Estatal de Meteorología |      |      |      |      |      |      |      |      |      |      |       |      |      |

## Города-побратимы
- Бордо, Франция (2000)[34]
- Буэнос-Айрес, Аргентина
- Вальпараисо, Чили
- Льеж, Бельгия (ноябрь 2013)[35]
- Медельин, Колумбия
- Мойобамба, Перу
- Монтеррей, Мексика[36]
- Питтсбург, США
- Росарио, Аргентина (1988)[37][38]
- Сант-Адрия-де-Безос[вд], Испания
- Суракарта, Индонезия
- Тбилиси, Грузия (1989)[39][40]
- Циндао, Китай